# Franco Bassi
Franco Bassi (Milano, 19 febbraio 1920 – Milano, 2006) è stato un designer italiano.

## Formazione
Bassi è stato studente all'Accademia di Brera a Milano

## Attività
Franco Bassi si è occupato di immagine coordinata, manifesti ed editoria.
Dal 1949 ha lavorato come grafico alla Olivetti, collaborando con Walter Ballmer. Ha collaborato con Electa ed Edizioni di Comunità.

## Contributo e opere
- Immagine grafica del Weisscredit di Lugano
- Immagine grafica della Italconsult di Roma

## Premi ed Esposizioni
- Arte astratta e concreta, Milano 1947